# Campionati sudamericani di atletica leggera indoor 2025
I IV Campionati sudamericani di atletica leggera indoor si sono svolti all'Estadio de Atletismo del Gobierno Autónomo Municipal di Cochabamba, in Bolivia, il 22 e 23 febbraio 2025.
Nel corso delle due giornate di gara sono stati stabilite nove nuove migliori prestazioni della manifestazione e due nuovi record nazionali: quello della colombiana Natalia Linares nel salto in lungo femminile (6,64 m) e quello del boliviano David Ninavia Mamani nei 1500 metri piani (3'52"48).

## Nazionali partecipanti
Tra parentesi è indicato il numero di atleti.
- Argentina (15)
- Bolivia (27)
- Brasile (34)
- Cile (4)
- Colombia (9)
- Ecuador (2)
- Panama (3)
- Paraguay (9)
- Perù (9)
- Suriname (1)
- Uruguay (11)
- Venezuela (14)

## Risultati

### Uomini
| Specialità | Oro                                                                             | Prestazione | Argento                                                                    | Prestazione | Bronzo                                                                   | Prestazione |
| 60 m | Neiker Abello                                                                   | 6"60        | Felipe Bardi                                                               | 6"64        | Franco Florio                                                            | 6"67        |
| 400 m | Elián Larregina                                                                 | 47"21       | Kelvis Padrino                                                             | 47"42       | Javier Gómez                                                             | 47"91       |
| 800 m | Leonardo Santos                                                                 | 1'49"94     | Marco Vilca                                                                | 1'51"01     | Guilherme Orenhas                                                        | 1'51"02     |
| 1500 m | Thiago André                                                                    | 3'50"09     | David Ninavia Mamani                                                       | 3'52"48     | Yeferson Guillermo Cuno                                                  | 3'59"27     |
| 3000 m | David Ninavia Mamani                                                            | 8'30"66     | Victor Hugo Aguilar                                                        | 8'37"31     | Yeferson Guillermo Cuno                                                  | 8'38"83     |
| 60 m ostacoli | Eduardo Rodrigues                                                               | 7"67        | Thiago Resende Ornelas dos Santos                                          | 7"67        | Francisco Ferreccio                                                      | 7"94        |
| Staffetta 4 × 400 m | Venezuela Javier Gómez Ryan Ignaiker Lopez Parra Sebastian Lopez Kelvis Padrino | 3'18"29     | Bolivia Marcelo Arturo Perez Nery Peñaloza Bladimir Rueda Ikenna Ibe-Akobi | 3'20"71     | Argentina Helber Melgarejo Renzo Cremaschi Franco Florio Elián Larregina | 3'23"58     |
| Salto in alto | Thiago Moura                                                                    | 2,22 m      | Fernando Ferreira                                                          | 2,16 m      | Sebastian Daners                                                         | 2,05 m      |
| Salto con l'asta | José Fernando Ferreira                                                          | 4,60 m      | Gerson Izaguirre                                                           | 4,20 m      | Pedro de Oliveira                                                        | 3,80 m      |
| Salto in lungo | Arnovis Dalmero                                                                 | 7,96 m      | José Mandros                                                               | 7,84 m      | Emiliano Lasa                                                            | 7,79 m      |
| Salto triplo | Elton Petronilho                                                                | 16,52 m     | Almir dos Santos                                                           | 16,39 m     | Leodan Torrealba                                                         | 16,05 m     |
| Getto del peso | Welington Morais                                                                | 20,92 m     | Willian Dourado                                                            | 20,60 m     | Juan Manuel Arrieguez                                                    | 17,32 m     |
| Eptathlon | José Fernando Ferreira                                                          | 5773 p.     | Pedro de Oliveira                                                          | 5668 p.     | Gerson Izaguirre                                                         | 5060 p.     |
| record mondiale; record mondiale stagionale; record sudamericano; record dei campionati; record nazionale; record personale; record personale stagionale. |                                                                                 |             |                                                                            |             |                                                                          |             |

## Donne
| Specialità | Oro                                                                      | Prestazione | Argento                                                                        | Prestazione | Bronzo                   | Prestazione              |
| 60 m | Ana Carolina Azevedo                                                     | 7"16        | Marlet Ospino                                                                  | 7"22 =      | Anais Hernández          | 7"31                     |
| 400 m | Maria Florencia Lamboglia                                                | 55"35       | Ibeyis Romero                                                                  | 56"44       | Lucia Sotomayor          | 56"95                    |
| 800 m | Jaqueline Beatriz Weber                                                  | 2'10"46     | Maria Rojas                                                                    | 2'11"65     | Cecilia Gómez            | 2'13"61                  |
| 1500 m | Anita Poma                                                               | 4'23"74     | Benita Parra                                                                   | 4'30"8      | July Ferreira da Silva   | 4'37"14                  |
| 3000 m | Benita Parra                                                             | 9'43"90     | Mica Rivera                                                                    | 10'00"12    | Gabriela Mamani          | 11'00"21                 |
| 60 m ostacoli | Ketiley Batista                                                          | 8"11        | Helen Bernard Stilling                                                         | 8"29        | Genesis Romero           | 8"30                     |
| Staffetta 4 × 400 m | Bolivia Lucia Sotomayor Mariana Arce Nayana Andrea Aramayo Cecilia Gómez | 3'56"34     | Argentina Helen Bernard Stilling Marlene Koss Victoria Zanolli Belen Fritzsche | 4'08"20     | Solo due squadre in gara | Solo due squadre in gara |
| Salto in alto | Arielly Kailayne Monteiro                                                | 1,82 m      | Lorena Aires                                                                   | 1,73 m      | Valdileia Martins        | 1,70 m                   |
| Salto con l'asta | Beatriz Chagas                                                           | 4,25 m      | Isabel de Quadros                                                              | 4,20 m      | Carolina Scarponi        | 4,05 m                   |
| Salto in lungo | Natalia Linares                                                          | 6,64 m      | Nathalee Aranda                                                                | 6,42 m      | Eliane Martins           | 6,24 m                   |
| Salto triplo | Regiclecia Candido                                                       | 14,17 m     | Gabriele Santos                                                                | 13,47 m     | Valeria Quispe           | 13,17 m                  |
| Getto del peso | Ivana Xennia Gallardo                                                    | 17,63 m     | Ana Caroline Silva                                                             | 16,65 m     | Livia Avancini           | 15,92 m                  |
| Pentathlon | Tamara de Sousa                                                          | 3791 p.     | Roberta Almeida dos Santos                                                     | 3747 p.     | Ana Paula Arguello       | 3316 p.                  |
| record mondiale; record mondiale stagionale; record sudamericano; record dei campionati; record nazionale; record personale; record personale stagionale. |                                                                          |             |                                                                                |             |                          |                          |

## Medagliere
Legenda
     Paese ospitante
| Posizione | Paese     | Oro | Argento | Bronzo | Totale |
| --------- | --------- | --- | ------- | ------ | ------ |
| 1         | Brasile   | 14  | 10      | 5      | 29     |
| 2         | Bolivia   | 3   | 4       | 4      | 11     |
| 3         | Colombia  | 3   | 1       | 0      | 4      |
| 4         | Argentina | 2   | 2       | 5      | 9      |
| 5         | Venezuela | 1   | 3       | 4      | 8      |
| 6         | Perù      | 1   | 3       | 2      | 6      |
| 7         | Cile      | 1   | 0       | 1      | 2      |
| 8         | Uruguay   | 0   | 1       | 2      | 3      |
| 9         | Panama    | 0   | 1       | 0      | 1      |
| 10        | Paraguay  | 0   | 0       | 1      | 1      |
| Totale    | Totale    | 25  | 25      | 24     | 74     |